# Außenministerium von Bosnien und Herzegowina
Das Außenministerium von Bosnien und Herzegowina (bosnisch: Ministarstvo vanjskih poslova, kroatisch: Ministarstvo vanjskih poslova, serbisch: Министарство иностраних послова) ist das Ministerium des europäischen Staates Bosnien und Herzegowina der Regierung des Staates mit Zuständigkeiten auf dem Gebiet der Außenpolitik von Bosnien und Herzegowina. Es wird geleitet vom jeweiligen Außenminister des Landes, der von der jeweils aktuellen Regierung eingesetzt wird.
Das Ministerium wurde am 3. Januar 1997 eingerichtet, der erste offizielle Außenminister war Jadranko Prlić. Es befindet sich in der Landeshauptstadt Sarajevo.

## Zuständigkeit
Gemäß dem Gesetz über Ministerien und andere Verwaltungsorgane ist das Außenministerium von Bosnien und Herzegowina zuständig für:
• Umsetzung der bestehenden Politik von Bosnien und Herzegowina und Arbeit an der Entwicklung der internationalen Beziehungen in Übereinstimmung mit den Positionen und Leitlinien der Präsidentschaft von Bosnien und Herzegowina;
• Erarbeitung von Stellungnahmen zu Fragen, die für die außenpolitische Tätigkeit und die internationale Position von Bosnien und Herzegowina von Interesse sind;
• Vertretung von Bosnien und Herzegowina in den diplomatischen Beziehungen zu anderen Ländern, internationalen Organisationen und auf internationalen Konferenzen sowie für die direkte Kommunikation mit diplomatischen Vertretungen und Vertretungen anderer Länder internationaler Organisationen in Bosnien und Herzegowina und Wahrnehmung beruflicher Aufgaben in diesem Zusammenhang;
• Überwachung der Lage und Entwicklung der internationalen Beziehungen Bosnien und Herzegowinas zu anderen Staaten, internationalen Organisationen und anderen Subjekten des Völkerrechts und der internationalen Beziehungen sowie Berichterstattung an die Parlamentarische Versammlung von Bosnien und Herzegowina, den Präsidenten von Bosnien und Herzegowina und den Ministerrat von Bosnien und Herzegowina;
• Dem Präsidium von Bosnien und Herzegowina die Aufnahme oder Beendigung diplomatischer oder konsularischer Beziehungen zu anderen Staaten vorschlagen;
• Zusammenarbeit mit internationalen Organisationen, Vorschlag an die Präsidentschaft von Bosnien und Herzegowina zur Mitgliedschaft, d. h. Beteiligung Bosnien und Herzegowinas an der Arbeit internationaler Organisationen ausarbeiten;
• Organisation, Leitung und Koordinierung der Arbeit der diplomatischen und konsularischen Vertretungen von Bosnien und Herzegowina im Ausland;
• Vorbereitung und Organisation von internationalen Besuchen und Treffen;
• Vorbereitung von bilateralen und multilateralen Abkommen;
• Wahrnehmung von Aufgaben im Zusammenhang mit dem Aufenthalt und dem Schutz der Rechte und Interessen von Bürgern von Bosnien und Herzegowina bei ständigem und vorübergehendem Aufenthalt im Ausland und inländischen juristischen Personen im Ausland;
• Überwachung – in Zusammenarbeit mit den zuständigen Ministerien und Institutionen – der internationalen wirtschaftlichen Entwicklungen und Beziehungen und Berichterstattung an die zuständigen Behörden darüber sowie über die Wirtschaftsbeziehungen von Bosnien und Herzegowina zu einzelnen Ländern und Regionen;
• Die Zusammenarbeit mit der Diaspora aus Bosnien und Herzegowina zu fördern, zu entwickeln und zu harmonisieren;
• Vorbereitung von Dokumentationen, Analysen, Informationen und anderen Materialien für die Bedürfnisse der Präsidentschaft von Bosnien und Herzegowina, des Ministerrats von Bosnien und Herzegowina und anderer Organe, die für die Umsetzung der Außenpolitik verantwortlich sind.

## Organisationsstruktur
Das Außenministerium von Bosnien und Herzegowina besteht aus 17 Organisationseinheiten:
• Kabinett des Ministers
• Büro des stellvertretenden Ministers
• Sekretär des Ministeriums
• Büro für Öffentlichkeitsarbeit
• Interne Revisionseinheit
• Büro für die Kontrolle diplomatisch-konsularischer Angelegenheiten
• Bereich für bilaterale Angelegenheiten (6 Abteilungen)
• Abteilung für multilaterale Angelegenheiten (8 Abteilungen)
• Abteilung für internationale rechtliche und konsularische Angelegenheiten (4 Abteilungen)
• Abteilung für allgemeine Angelegenheiten (5 Abteilungen)
• Planungs- und Informationsabteilung (3 Abteilungen)
• Abteilung für diplomatisches Protokoll (3 Abteilungen)
• Abteilung für internationale wissenschaftliche, technische, pädagogische, kulturelle und sportliche Zusammenarbeit
• Büro für besondere diplomatische Aktivitäten
• Büro für Diplomatenausbildung

## Liste der Außenminister Bosnien und Herzegowinas
Die folgende Liste enthält alle Außenminister des Staates Bosnien und Herzegowina seit der Einrichtung des entsprechenden Ministeriums im Jahr 1997:
| Minister                      | Partei  | Beginn der Amtszeit | Ende der Amtszeit |
| ----------------------------- | ------- | ------------------- | ----------------- |
| Jadranko Prlić                | HDZ BiH | 3. Januar 1997      | 22. Februar 2001  |
| Zlatko Lagumdžija 1. Amtszeit | SDP BiH | 22. Februar 2001    | 13. Januar 2003   |
| Mladen Ivanić                 | PDP     | 13. Januar 2003     | 9. Februar 2007   |
| Sven Alkalaj                  | SBiH    | 9. Februar 2007     | 10. Februar 2012  |
| Zlatko Lagumdžija 2. Amtszeit | SDP BiH | 10. Februar 2012    | 31. März 2015     |
| Igor Crnadak                  | PDP     | 31. März 2015       | 23. Dezember 2019 |
| Bisera Turković               | SDA     | 23. Dezember 2019   | 25. Januar 2023   |
| Elmedin Konaković             | NiP     | 25. Januar 2023     | im Amt            |

## Belege
1. ↑  Bosnia and Herzegovina: Ministries, etc. auf rulers.org; abgerufen am 5. Januar 2020.